# Hwang Ui-jo
Dans ce nom coréen, le nom de famille, Hwang, précède le nom personnel.
Hwang Ui-jo (en coréen : 황의조/黃義助), né le 28 août 1992 à Seongnam, est un footballeur international sud-coréen qui évolue au poste d'avant-centre à Alanyaspor.

## Biographie

### Carrière en club
Hwang a été sélectionné par Seongnam Football Club lors du repêchage 2013 de la K League 1. Il a marqué son premier but contre Suwon Samsung Bluewings, le 3 mars 2013.
En juin 2017, Hwang a signé un contrat de deux ans avec le club de la J1 League Gamba Osaka. Après une performance impressionnante en marquant 21 buts toutes compétitions confondues lors de la saison 2018, Hwang  a été nommé MVP de la saison. Il a joué un rôle essentiel dans l'équipe en évitant la relégation et a terminé comme meilleur buteur de l'équipe.
Le 19 juillet 2019, Hwang Ui-jo quitte le Gamba Osaka et s'engage avec les Girondins de Bordeaux pour une durée de quatre ans.
Sous les couleurs girondines, il inscrit son premier but le 24 août 2019 contre le Dijon FCO lors d'une victoire 0-2 des Bordelais.
Le 23 janvier 2022, il inscrit son premier triplé avec Bordeaux et il est devenu par la même occasion le premier joueur asiatique à inscrire trois buts au cours d'un match de Ligue 1. Ce premier triplé en Ligue 1 amène son total de buts à 27, faisant de lui, le meilleur buteur asiatique de l'histoire du championnat. 

### Carrière internationale
Le 13 octobre 2015, Hwang Ui-jo honore sa première sélection contre la Jamaïque en amical. Lors de ce match, il inscrit son premier but en sélection à la 63e minute de la rencontre. La rencontre se solde par une victoire de 3-0.
Hwang Ui-jo a participé aux Jeux asiatiques de 2018 pour l'équipe nationale sud-coréenne des moins de 23 ans. Le 15 août, Hwang a marqué trois buts lors du premier match de phase de groupes contre Bahreïn. Le 17 août, Hwang a inscrit son quatrième but contre la Malaisie. Le 23 août, Hwang a inscrit son cinquième but contre l'Iran en huitièmes de finale. En quart de finale, Hwang a mené la Corée du Sud à une victoire 4–3 contre l'Ouzbékistan avec son triplé explosif. Le 29 août, Hwang a ajouté un but contre le Vietnam en demi-finale. Avec neuf buts sur sept matches, sa performance écrasante a grandement contribué à la médaille d'or de l'équipe.
Le 12 novembre 2022, il est sélectionné par Paulo Bento pour participer à la Coupe du monde 2022.
Le 30 novembre 2023, il est mis à l'écart par la Fédération coréenne de football (KFA) pour des affaires extra-sportives.

## Palmarès
- Avec le  Seongnam FC
  - Vainqueur de la Coupe de Corée du Sud en 2014

- Avec le  Corée du Sud olympique
  - Médaille d'or des Jeux asiatiques de 2018
  - Meilleur buteur des Jeux asiatiques de 2018

## Statistiques

### Carrière
| Saison                | Club                  | Championnat           | Championnat | Championnat | Coupe nationale | Coupe nationale | Coupe de la Ligue | Coupe de la Ligue | Compétition(s) continentale(s) | Compétition(s) continentale(s) | Compétition(s) continentale(s) | Séries | Séries | Corée du Sud | Corée du Sud | Total | Total |
| Saison                | Club                  | Division              | M.          | B.          | M.              | B.              | M.                | B.                | Comp.                          | M.                             | B.                             | M.     | B.     | M.           | B.           | M.    | B.    |
| 2013                  | Seongnam Ilhwa Chunma | K League Classic      | 22          | 2           | 1               | 1               | -                 | -                 | -                              | -                              | -                              | -      | -      | -            | -            | 23    | 3     |
| 2014                  | Seongnam FC           | K League Classic      | 28          | 4           | 4               | 1               | -                 | -                 | -                              | -                              | -                              | -      | -      | -            | -            | 32    | 5     |
| 2015                  | Seongnam FC           | K League Classic      | 34          | 15          | 3               | 3               | -                 | -                 | LCA                            | 8                              | 3                              | -      | -      | 4            | 1            | 49    | 22    |
| 2016                  | Seongnam FC           | K League Classic      | 37          | 9           | 3               | 0               | -                 | -                 | -                              | -                              | -                              | 1      | 0      | 4            | 0            | 45    | 9     |
| 2017                  | Seongnam FC           | K League Challenge    | 18          | 5           | 3               | 0               | -                 | -                 | -                              | -                              | -                              | -      | -      | 1            | 0            | 22    | 5     |
| Sous-total            | Sous-total            | Sous-total            | 139         | 35          | 15              | 5               | -                 | -                 | -                              | 8                              | 3                              | 1      | 0      | 9            | 1            | 172   | 44    |
| 2017                  | Gamba Osaka           | J League              | 13          | 3           | -               | -               | 2                 | 0                 | -                              | -                              | -                              | -      | -      | 2            | 0            | 17    | 3     |
| 2018                  | Gamba Osaka           | J League              | 27          | 16          | 1               | 0               | 6                 | 5                 | -                              | -                              | -                              | -      | -      | 7            | 3            | 41    | 24    |
| 2019                  | Gamba Osaka           | J League              | 19          | 4           | -               | -               | 3                 | 3                 | -                              | -                              | -                              | -      | -      | 9            | 4            | 31    | 11    |
| Sous-total            | Sous-total            | Sous-total            | 59          | 23          | 1               | 0               | 11                | 8                 | -                              | -                              | -                              | -      | -      | 18           | 7            | 89    | 38    |
| 2019-2020             | Girondins de Bordeaux | Ligue 1               | 24          | 6           | 1               | 0               | 1                 | 0                 | -                              | -                              | -                              | -      | -      | 5            | 2            | 31    | 8     |
| 2020-2021             | Girondins de Bordeaux | Ligue 1               | 36          | 12          | 1               | 0               | -                 | -                 | -                              | -                              | -                              | -      | -      | 4            | 4            | 41    | 16    |
| 2021-2022             | Girondins de Bordeaux | Ligue 1               | 32          | 11          | 1               | 0               | -                 | -                 | -                              | -                              | -                              | -      | -      | 9            | 1            | 42    | 12    |
| 2022-2023             | Girondins de Bordeaux | Ligue 2               | 2           | 0           | -               | -               | -                 | -                 | -                              | -                              | -                              | -      | -      | -            | -            | 2     | 0     |
| Sous-total            | Sous-total            | Sous-total            | 98          | 29          | 2               | 0               | 1                 | 0                 | -                              | -                              | -                              | -      | -      | 18           | 7            | 119   | 36    |
| 2022-2023             | Olympiakos (prêt)     | Hellas Super League   | 5           | 0           | -               | -               | -                 | -                 | C3                             | 6                              | 0                              | -      | -      | 8            | 1            | 19    | 1     |
| Sous-total            | Sous-total            | Sous-total            | 5           | 0           | 0               | 0               | 0                 | 0                 | -                              | 6                              | 0                              | -      | -      | 8            | 1            | 19    | 1     |
| 2023                  | FC Séoul (prêt)       | K League 1            | 18          | 4           | 0               | 0               | -                 | -                 | -                              | -                              | -                              | -      | -      | 3            | 2            | 21    | 6     |
| Sous-total            | Sous-total            | Sous-total            | 18          | 4           | 0               | 0               | 0                 | 0                 | -                              | 0                              | 0                              | -      | -      | 3            | 2            | 21    | 6     |
| 2023-2024             | Norwich City (prêt)   | Championship          | 18          | 3           | -               | -               | 1                 | 0                 | -                              | -                              | -                              | -      | -      | 3            | 1            | 22    | 4     |
| Sous-total            | Sous-total            | Sous-total            | 18          | 3           | 0               | 0               | 1                 | 0                 | -                              | 0                              | 0                              | 0      | 0      | 3            | 1            | 22    | 4     |
| Total sur la carrière | Total sur la carrière | Total sur la carrière | 321         | 88          | 18              | 5               | 13                | 8                 | -                              | 14                             | 3                              | 1      | 0      | 59           | 19           | 426   | 123   |

### Buts en sélection
Le tableau suivant liste tous les buts inscrits par Hwang Ui-jo avec l'équipe de Corée du Sud.

| 0   | Date             | Lieu                                                       | Adversaire   | Score | Résultat | Compétition                             |
| --- | ---------------- | ---------------------------------------------------------- | ------------ | ----- | -------- | --------------------------------------- |
| 1er | 13 octobre 2015  | Stade de la Coupe du monde de Séoul, Séoul, Corée du Sud   | Jamaïque     | 3-0   | 3-0      | Match amical                            |
| 2e  | 12 octobre 2018  | Stade de la Coupe du monde de Séoul, Séoul, Corée du Sud   | Uruguay      | 1-0   | 2-1      | Match amical                            |
| 3e  | 17 novembre 2018 | Suncorp Stadium, Brisbane, Australie                       | Australie    | 1-0   | 1-1      | Match amical                            |
| 4e  | 20 novembre 2018 | Queensland Sport and Athletics Centre, Brisbane, Australie | Ouzbékistan  | 2-0   | 4-0      | Match amical                            |
| 5e  | 7 janvier 2019   | Stade Al-Maktoum, Dubaï, Émirats arabes unis               | Philippines  | 1-0   | 1-0      | Coupe d'Asie des nations 2019           |
| 6e  | 16 janvier 2019  | Stade Al-Nahyan, Abou Dabi, Émirats arabes unis            | Chine        | 1-0   | 2-0      | Coupe d'Asie des nations 2019           |
| 7e  | 7 juin 2019      | Stade Asiade de Busan, Pusan, Corée du Sud                 | Australie    | 1-0   | 1-0      | Match amical                            |
| 8e  | 11 juin 2019     | Stade de la Coupe du monde de Séoul, Séoul, Corée du Sud   | Iran         | 1-0   | 1-1      | Match amical                            |
| 9e  | 5 septembre 2019 | Stade Fatih-Terim de Başakşehir, Istanbul, Turquie         | Géorgie      | 1-1   | 2-2      | Match amical                            |
| 10e | 5 septembre 2019 | Stade Fatih-Terim de Başakşehir, Istanbul, Turquie         | Géorgie      | 2-1   | 2-2      | Match amical                            |
| 11e | 14 novembre 2020 | Wiener Neustadt Arena, Wiener Neustadt, Autriche           | Mexique      | 1-0   | 2-3      | Match amical                            |
| 12e | 17 novembre 2020 | BSFZ-Arena, Maria Enzersdorf, Autriche                     | Qatar        | 1-1   | 1-2      | Match amical                            |
| 13e | 5 juin 2021      | Stade de Goyang, Goyang, Corée du Sud                      | Turkménistan | 1-0   | 5-0      | Éliminatoires de la Coupe du monde 2022 |
| 14e | 5 juin 2021      | Stade de Goyang, Goyang, Corée du Sud                      | Turkménistan | 5-0   | 5-0      | Éliminatoires de la Coupe du monde 2022 |